# Druga hrvatska košarkaška liga
La Druga hrvatska košarkaška liga, nota anche come A2 Liga, a seguito della riforma dei campionati dell'estate 2017, è il terzo livello del campionato croato di pallacanestro.